# Schloss Bohrau

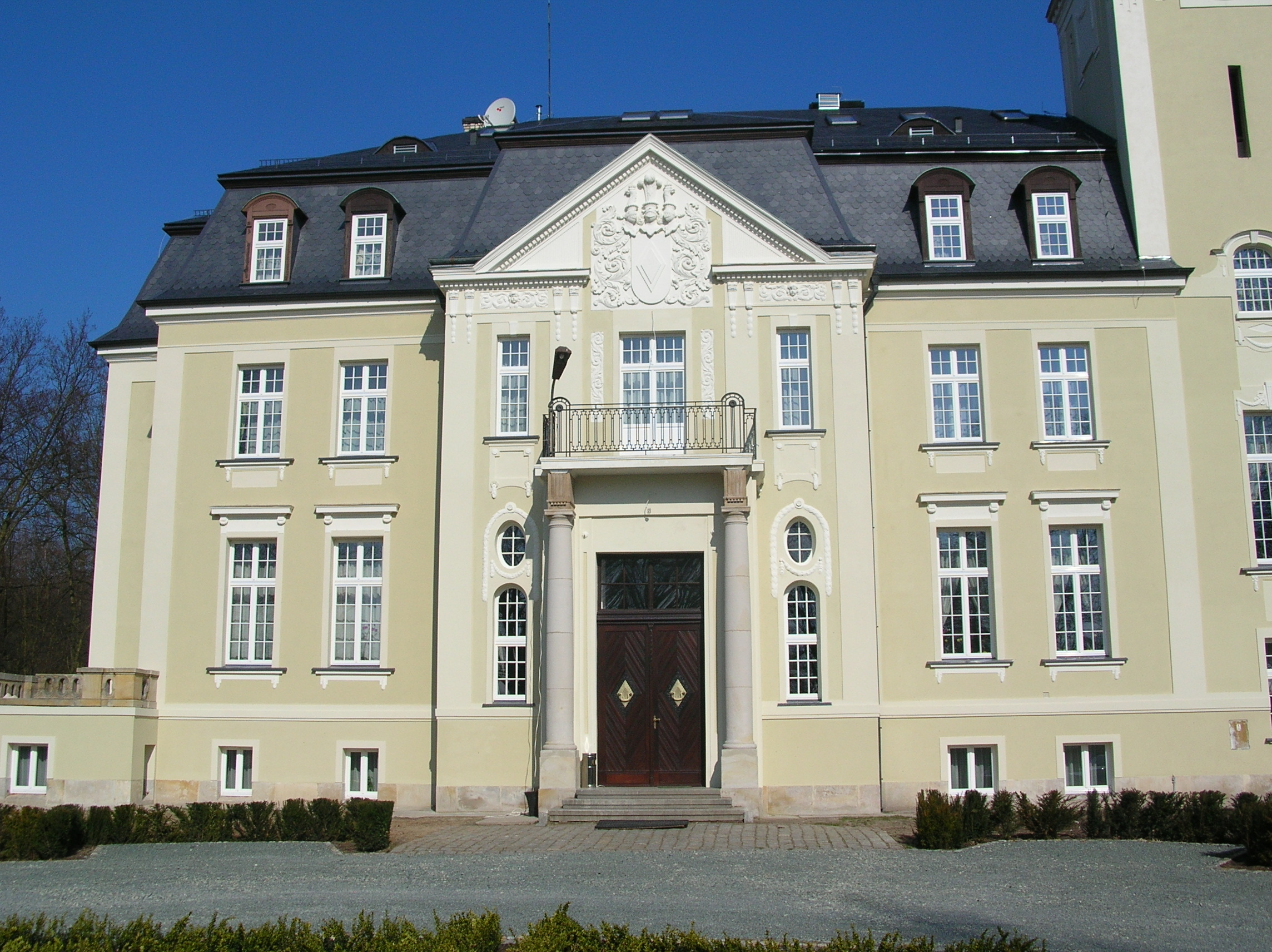
Schloss Bohrau, Frontfassade

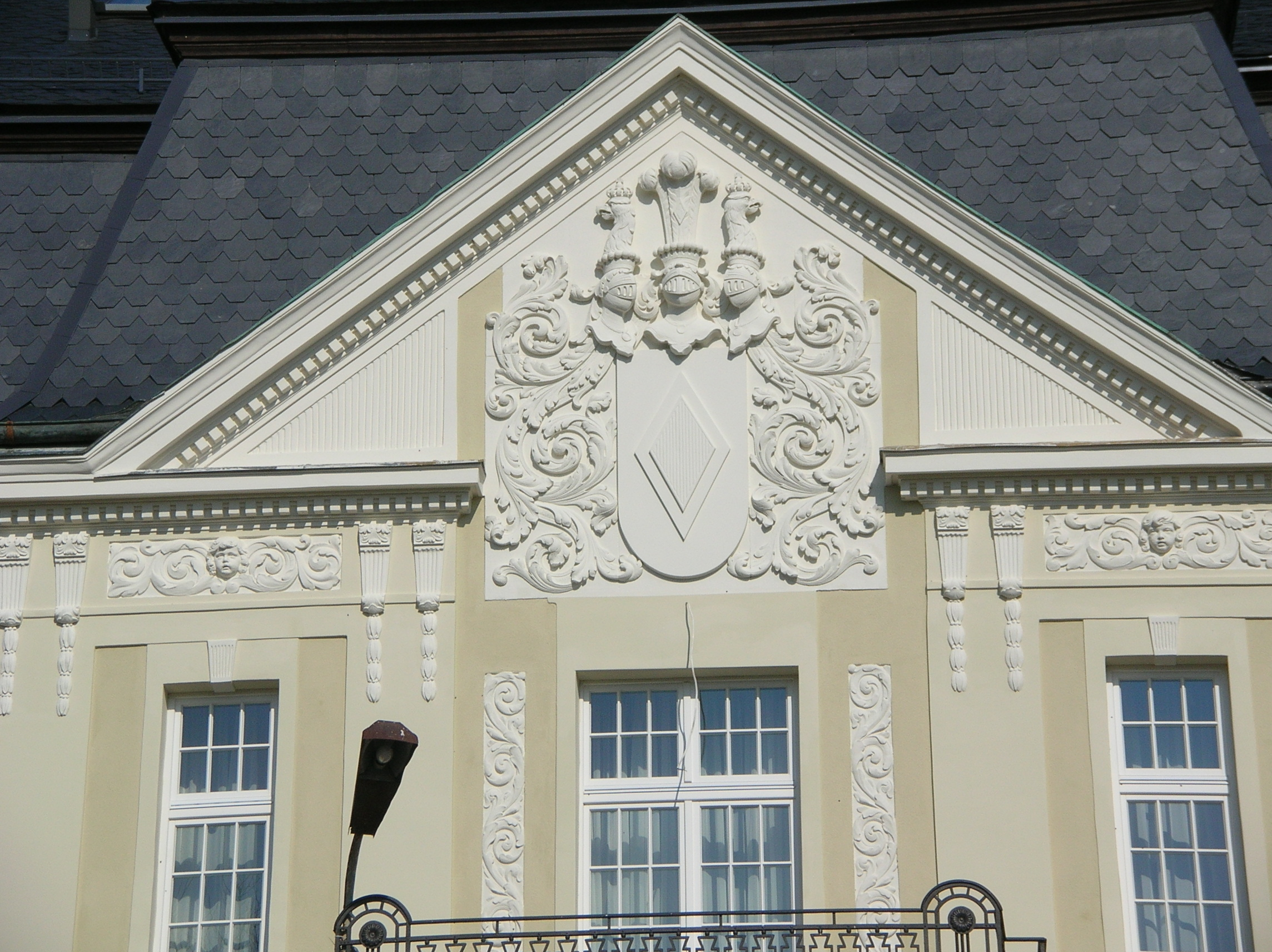
Kartusche derer von Schwerin

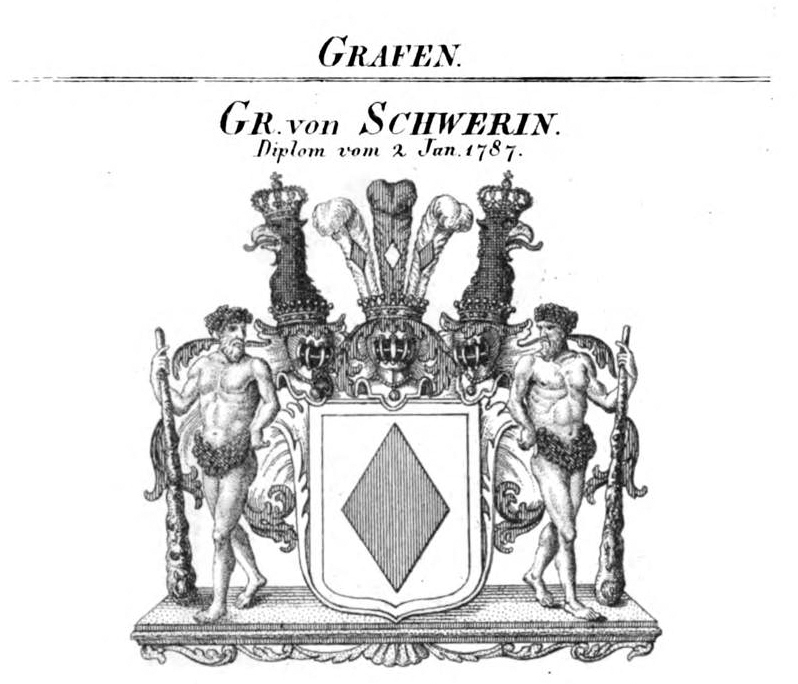
Wappen des Grafen von Schwerin

Schloss Bohrau (polnisch Pałac w Borowej Oleśnickiej) ist ein Schloss in Borowa (Bohrau) in der Landgemeinde Długołęka (Langewiese) im Powiat Wrocławski der Woiwodschaft Niederschlesien in Polen.

## Geschichte
Heinrich Friedrich Graf von Logau und Altendorf erwarb das Gut 1730. Seine Tochter heiratete den Grafen Friedrich Albert von Schwerin, der 1770 bis 1786, wahrscheinlich unter Einbeziehung eines renaissancezeitlichen Vorgängerbaus, ein zweigeschossiges klassizistisches Schloss errichten ließ. Zwischen 1905 und 1920 wurde das Schloss umgebaut und durch einen Anbau nach Südosten und einen viereckigen Turm erweitert.
Kriegsbedingt wurden auf Veranlassung des Provinzialkonservators Günther Grundmann 1943 im Schloss Drucke, Bücher, Handschriften und Münzsammlungen aus Breslauer Museen und Archiven eingelagert. Ein Teil wurde Ende 1944 an Orte westlich der Oder gebracht. Nach Kriegsende wurde das Schloss bis Oktober 1945 von der Roten Armee genutzt. Die noch vor Ort verbliebenen Breslauer Bestände wurden nach Auffinden der geheimen Verstecke von den neuen Bewohnern gestohlen oder vernichtet. Später wurde im Schloss eine Grundschule untergebracht. Nach der politischen Wende 1989 wurde das Schloss privatisiert.

## Bauwerk
Heute ist das Schloss restauriert. Nahezu die gesamte wandfeste Ausstattung, Parkettböden, Wandvertäfelungen, Holzbalken- und Stuckdecken sind erhalten. Der Frontfassade ist ein auf Säulen gelagerter Altan vorgestellt, die durch einen Risalit mit abschließendem Dreiecksgiebel betont wird. Im Tympanon wird das Wappen der Grafen von Schwerin dargestellt. Auf der Rückseite des Schlosses führt eine Freitreppe in einen Landschaftspark.